# Ernst Staengel

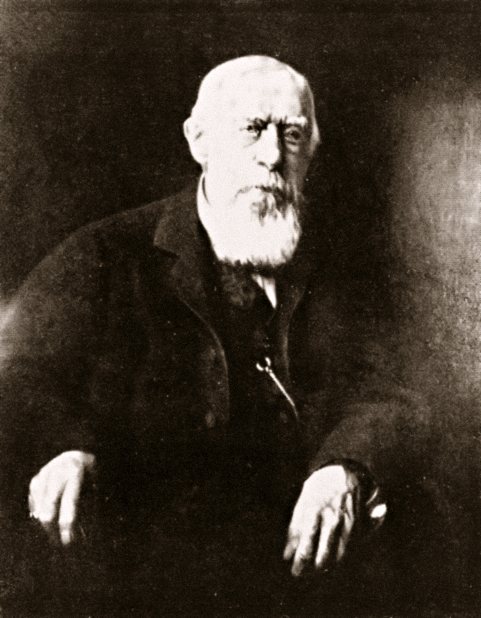
Ernst Staengel

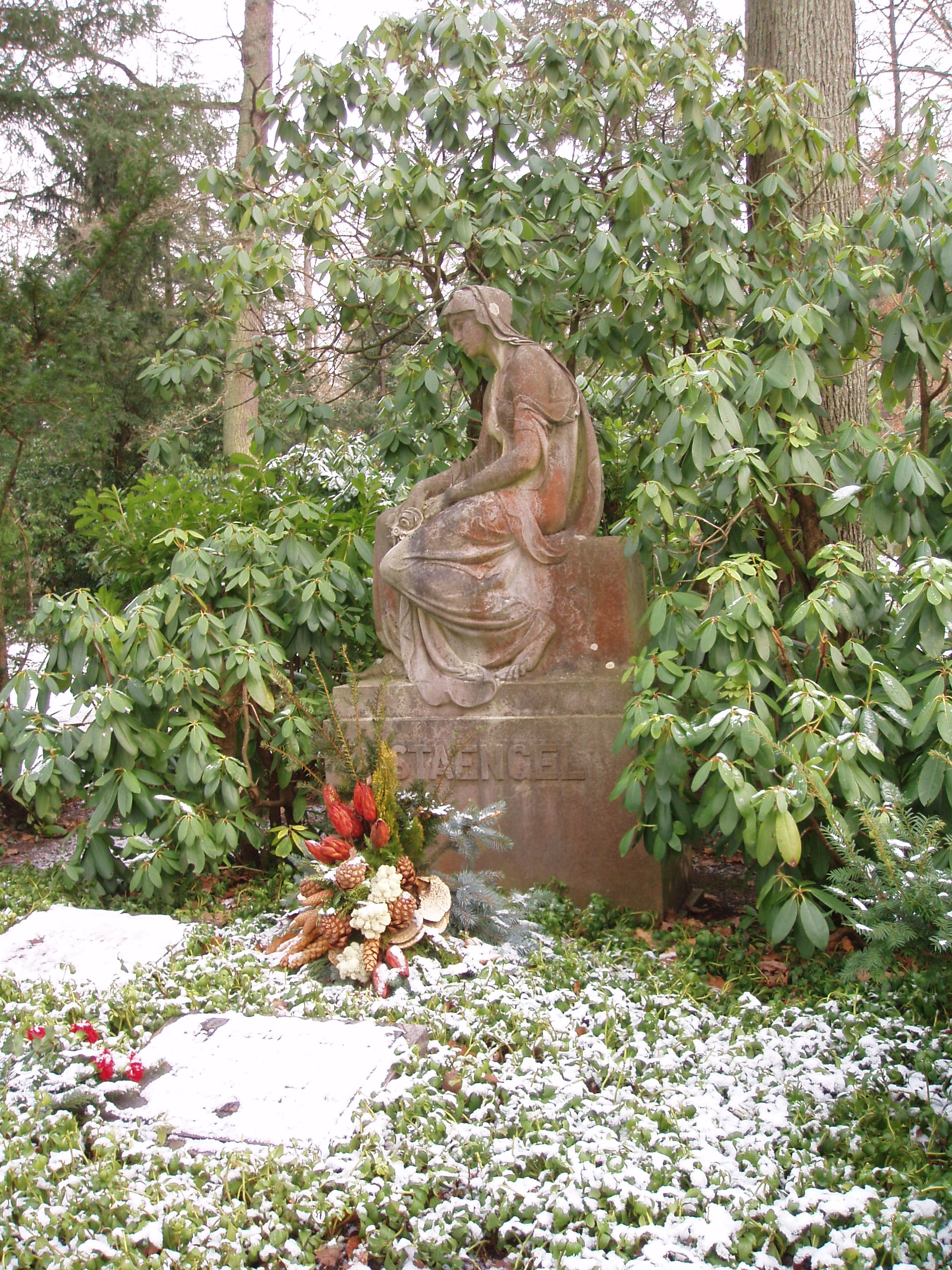
Grab der Familie Staengel

Ernst Staengel (* 19. Mai 1827 in Stuttgart; † 25. April 1915) war ein deutscher Schokoladenfabrikant.

## Leben
Nachdem er sich im In- und Ausland umgetan hatte, gründete der Konditormeister 1857 einen Betrieb in Stuttgart und wurde bald Hoflieferant des Württembergischen Königshauses. 
Drei Jahre nach Gründung des Geschäfts verlegte er den Betrieb aus der Furtbach- in die Olgastraße in Stuttgart. 1899 bezog man das neue Fabrikgebäude in Untertürkheim, in dem die Firma bis 1975 ansässig sein sollte. Staengel beteiligte seine beiden Söhne Otto und Ernst am Geschäft, was dazu führte, dass das Sortiment gegen seinen Widerstand von zeitweise über 500 Artikeln auf wenige Sorten Schokolade reduziert wurde – diese jedoch wurden in großer Menge hergestellt. Neben seinen Söhnen nahm Ernst Staengel auch seinen Schwager Karl Ziller mit ins Geschäft. Aus den Anfangsbuchstaben der Nachnamen Staengels und Zillers entstand der Markenname Eszet, der 1904 patentiert wurde.
Ernst Staengel ist auf dem Waldfriedhof Stuttgart begraben.